# Legoland Florida
Legoland Florida é um parque de diversão em Winter Haven, Flórida, Estados Unidos. Ele foi inaugurado em 15 de outubro de 2011. o parque engloba uma área de 145 acres (0,59 km²), tornando o a Legoland Flórida o segundo maior parque Legoland do mundo, depois da Legoland Windsor no Reino Unido. O parque preservava o jardim botânico de Cypress Gardens e retematizou o parque aquático e as montanhas-russas para o novo tema de Lego.
A Legoland Florida é um parque temático projetado para famílias com crianças de 2 a 12 anos. Ela apresenta mais de 45 atrações, shows, restaurantes, lojas e um jardim botânico além de um novo Legoland Water Park. Um hotel será inaugurado na propriedade em 2015.

## História
Um comunicado à imprensa foi publicado pela Merlin Entertainments em 15 de janeiro de 2010 falando da intenção da empresa de construir o parque temático Legoland no antigo lugar do Cypress Gardens. Seis dias mais tarde, uma conferência de imprensa aconteceu com o governador da Flórida Charlie Crist e representantes do parque. Estimava-se que aproximadamente mil novos empregos seriam criados pela Legoland Florida.
Após um relativamente curto período de construção (quando comparado com parques que foram construídos do zero), a Legoland Florda foi inaugurada no sábado, 15 de outubro de 2011.
Em janeiro de 2012, apenas 3 meses após a abertura, a Legoland Florida anunciou a adição de um parque aquático em maio de 2012. O antigo parque aquático Splash Island reabriu como Legoland Florida Water Park em 26 de maio de 2012.

## Disposição do parque e atrações

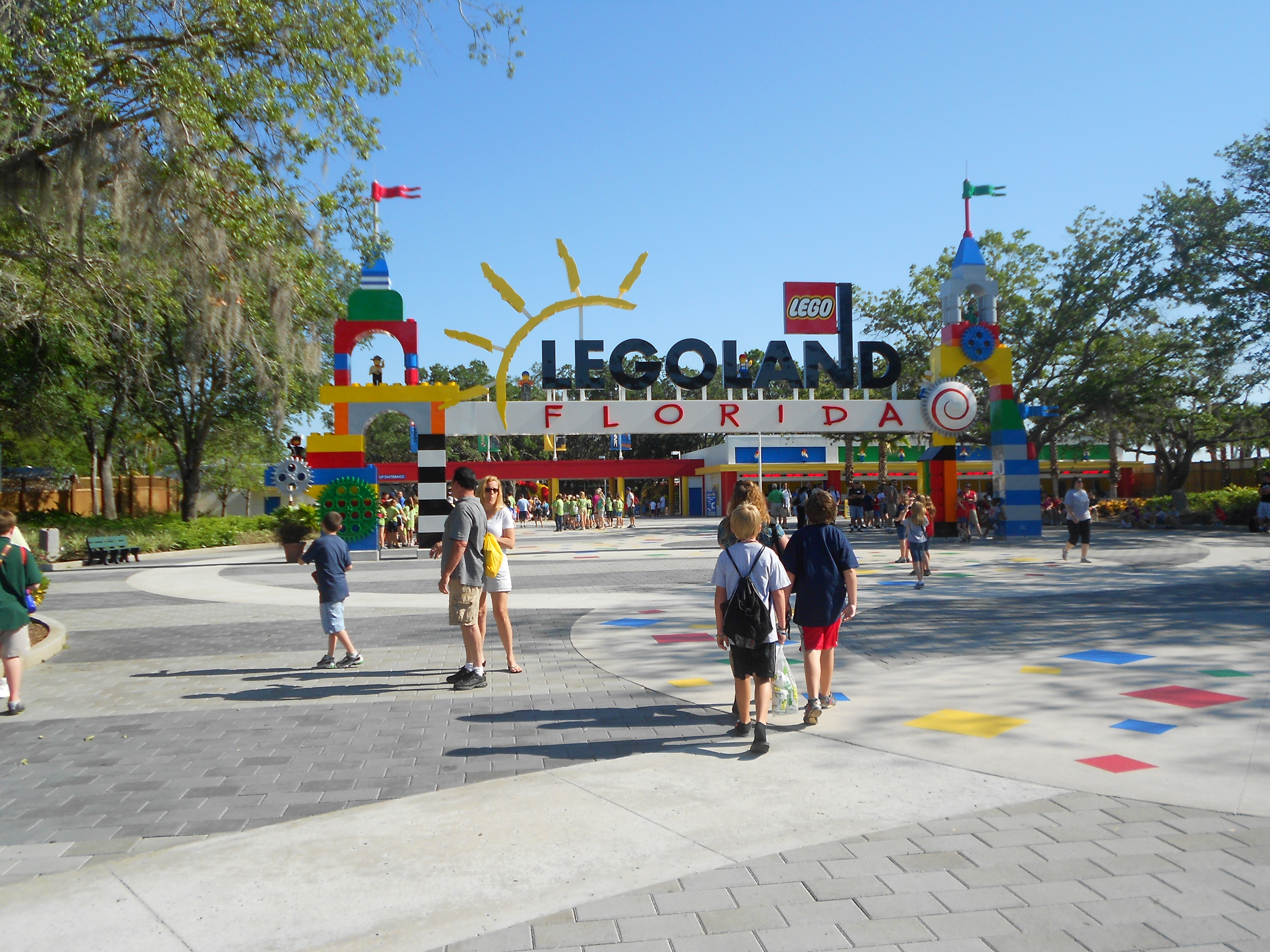
Entrada da Legoland Florida

Mais de 50 atrações e shows estão presentes no parque baseados nos de outros parques da Legoland. A atração Jungle Coaster da Legoland Windsor foi transferida e realocada para o parque e renomeada como Test Track. Além disso, os jardins históricos pelos quais os Cypress Gardens eram famosos são mantidos como parte do parque. Ainda permanece no jardim a árvore Banyan que fo plantada com uma semente em um balde de cinco litros em 1939. O Splash Island Waterpark foi mantido e possui um ingresso vendido separadamente. Quatro atrações originalmente do Cypress Gardens foram renovadas, renomeadas e incorporadas ao parque, incluindo a montanha-russa de madeira Triple Hurricane, a montanha-russa familiar Okeechobee Rampage e Swamp Thing, uma montanha-russa leve invertida. A montanha-russa Starliner, antigamente do Parque de Diversão Miracle Strip de Panama City, foi desmontada e vendida. A atração Island in the Sky foi mantida e atualizada em 2011. O parque é dividido em 11 seções:

### The Beginning

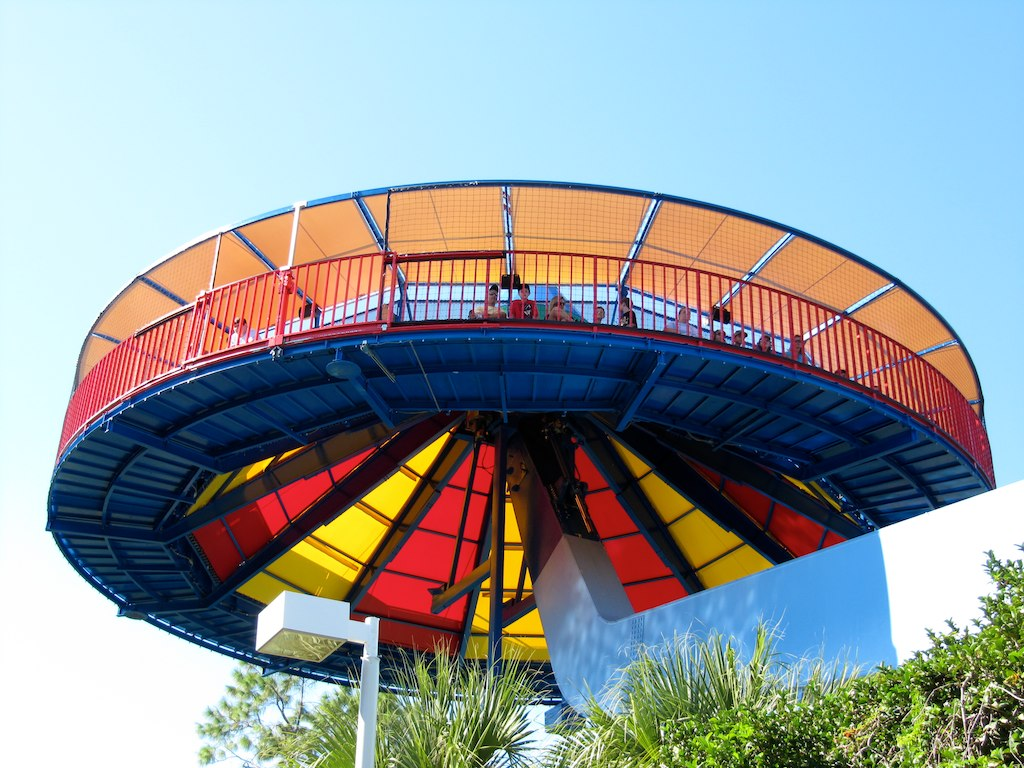
Island in the Sky

- Island in the Sky: Uma plataforma de 46 m rotativa que oferece uma vista 360° do parque.

### Lego Kingdoms

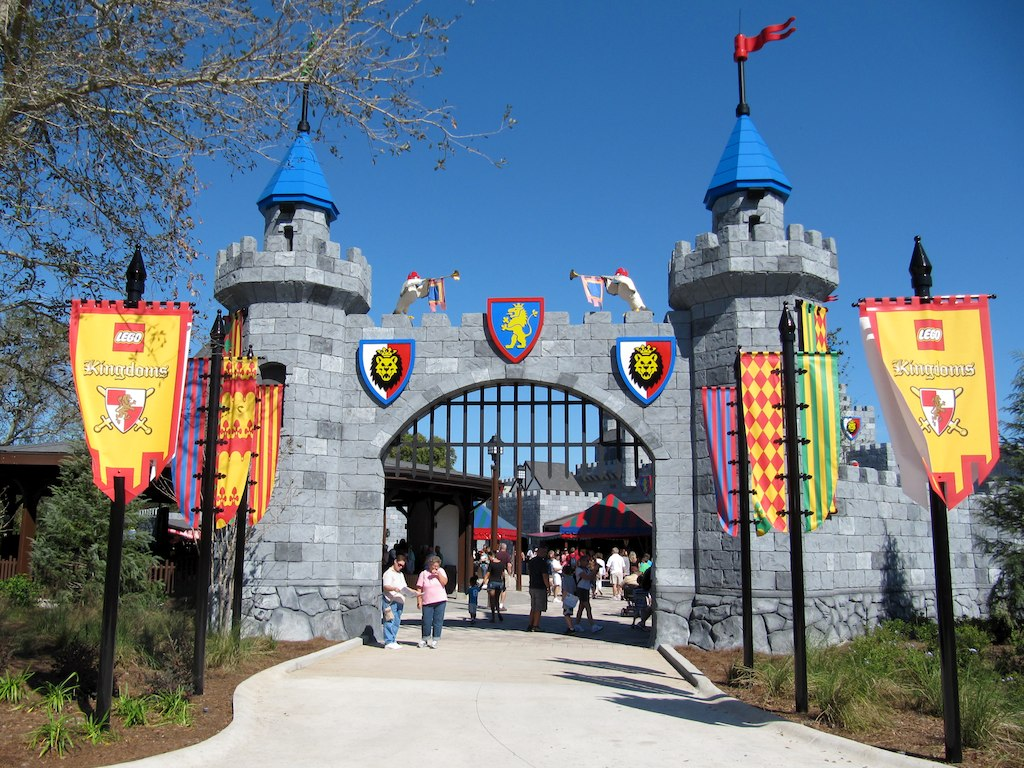
Lego Kingdoms

- Dragon Coaster: Uma montanha-russa suave de aço que possui uma parte no escuro. Originalmente chamada de Okeechobee Rampage.
- The Royal Joust: Uma atração de uma justa simulada onde as crianças montam em cavalos tematizados da Lego através de cenários medievais.
- Merlin's Challenge: Uma mini-atração no Himalaya.
- The Forestmen's Hideout: Uma árvore com vários andares e subida na corda.

### Duplo Village
- Big Rig Rally: Uma atração de 'semicaminhão'.
- Junior Fire Academy: Uma atração de 'bombeiro'.
- Granny’s Jalopies: Uma atração de carros antigos.
- Play Area
- Duplo Farm

### Fun Town
- Factory Tour: Uma visualização de como as peças de Lego são feitas.
- Grand Carousel: Um carrossel de dois andares.
- Wells Fargo Fun Town 4D Theater: Um cinema 4D com 700 assentos.

Lojas e restaurantes
- Granny's Apple Fries
- Lego Studio Store

### Imagination Zone
- Lego Heroes:Uma área de jogos interativos e imersivos baseados na linha Lego’s Hero Factory.
- Built & Test: Uma exibição onde os visitantes podem construir carros de lego e testá-los.
- Kid Power Towers: Um conjunto de torres onde os visitantes podem subir até o topo e cair em queda livre até o chão.
- Lego Mindstorms: Uma exposição onde os visitantes podem construir e programar robôs LEGO MINDSTORMS.

### Land of Adventure
- Beetle Bounce: Torre de queda para crianças.

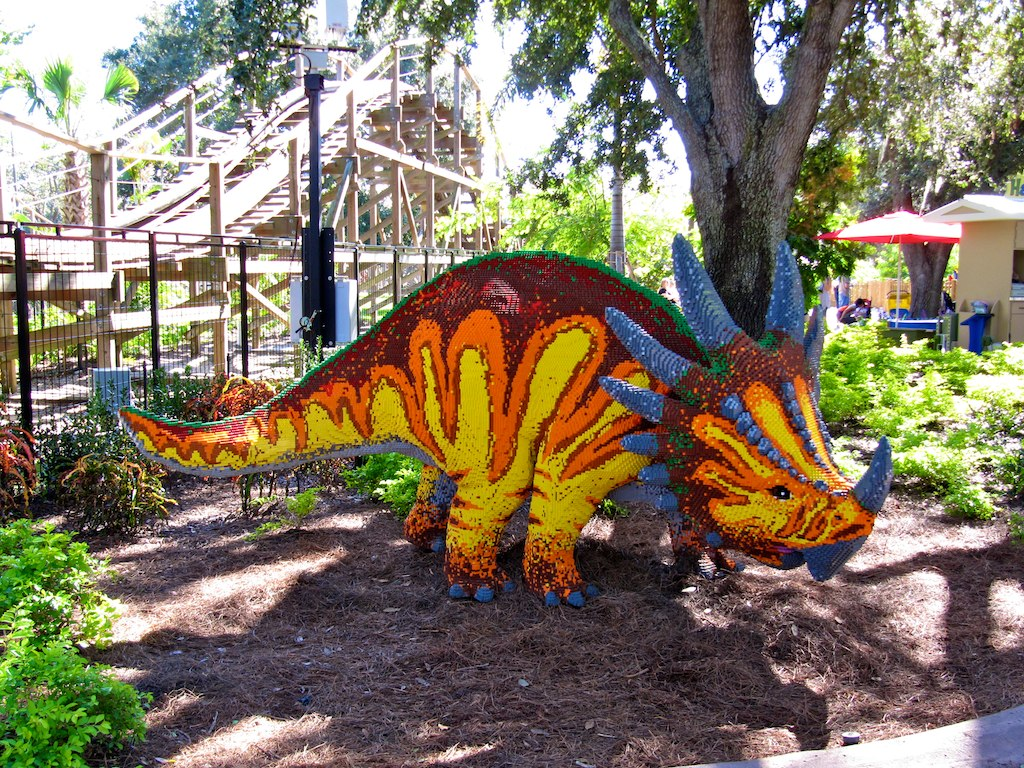
Coastersaurus

- Coastersaurus: Uma montanha-russa de madeira Martin & Vleminckx[11]

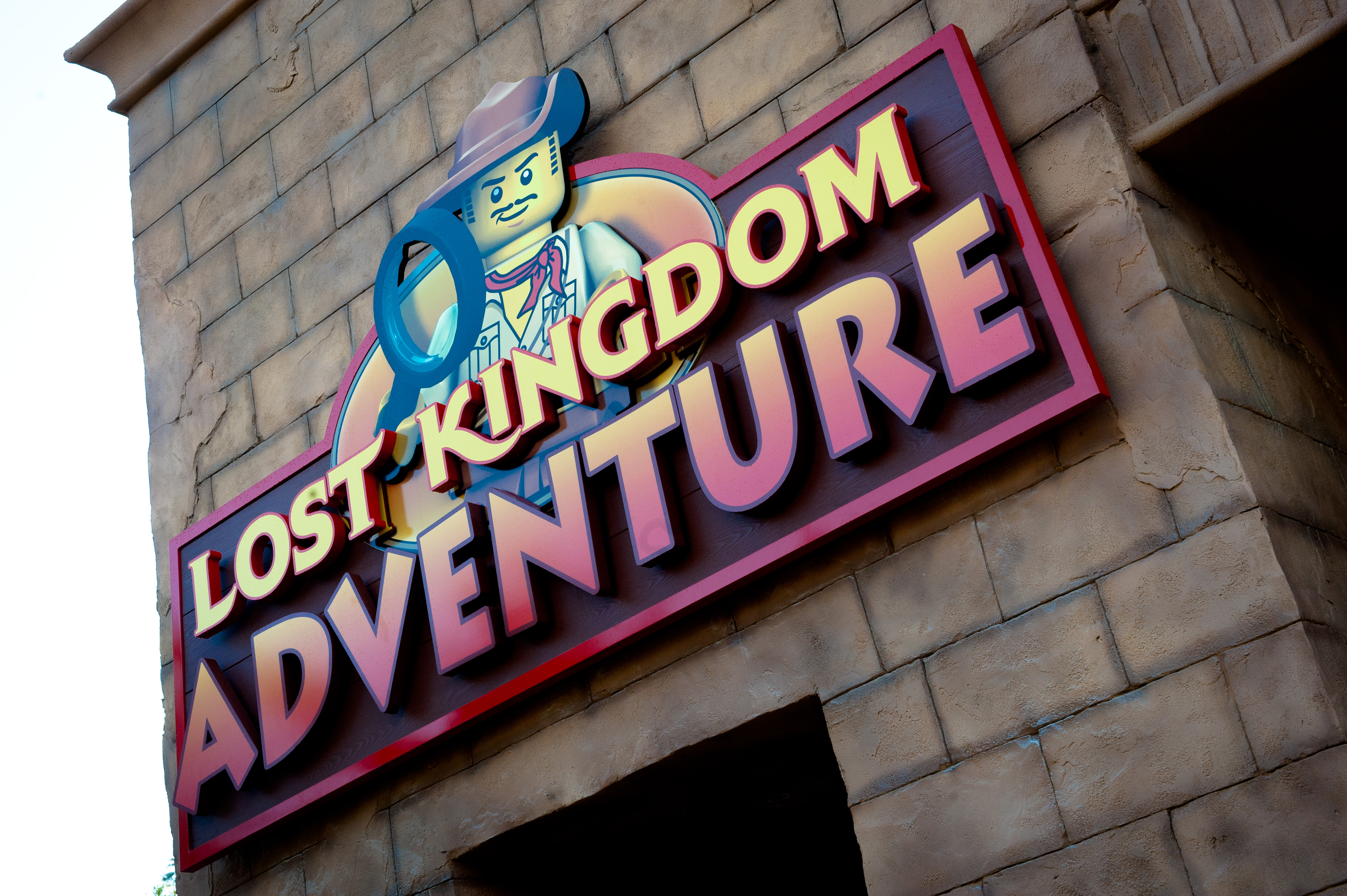
Lost Kingdom Adventure

- Lost Kingdom Adventure: Uma atração no escuro interativa.
- Pharaoh's Revenge: Uma área de jogos interativos envolvendo pequenas bolas de plásticos que são movidas por correntes e ar e sucção.
- Safari Trek: Uma atração de jipe que apresenta modelos de animais de Lego.

### Lego City
- The Big Test: Um show interativo que conta com acrobatas, música e jogos para ensinar segurança contra incêndios.
- Ford Driving School: Uma experiência de dirigir para crianças entre 6 e 13 anos, onde crianças recebem sua licença para dirigir da Legoland com seu rosto nela e assistem um vídeo sobre como dirigir.
- Ford Jr.: Uma escola de direção para crianças entre 3 e 5 anos.
- Flying School: Uma montanha-russa suspensa suave Vekoma.
- Boating School: Uma atração de barco onde os visitantes podem ser capitães de suas próprias minicaravelas.
- Rescue Academy: Um jogo interativo onde as famílias competem umas com as outras em veículos de bombeiros e polícia para ser o primeiro a acabar com um incêndio simulado.

### Miniland USA
- Miniland New York City: apresenta réplicas de Rockefeller Center, Times Square, Estátua da Liberdade, Grand Central, Empire State Building, Museu Guggenheim, e Zoológico do Central Park.
- Miniland Washington, D.C.: áreas recriadas como: Casa Branca, Capitólio dos Estados Unidos, Museu Smithsonian, Memorial da Guerra, Washington Monument, Jefferson Memorial, e partes de Georgetown.
- Legoland Miniland Las Vegas: features apresenta réplicas realistas da Las Vegas Strip com o sinal Welcome to Fabulous Las Vegas, e Luxor, Excalibur, Mirage, Treasure Island, Tropicana, MGM Grand, [[Paris Las Vegas|Parise Stratosphere.
- Florida: apresenta réplicas de Florida Keys, Everglades, Miami, Tampa, Flórida Central, Daytona Beach, Kennedy Space Center, St. Augustine e Panhandle.
- Pirates: Uma área temática de piratas que conta com miniaturas de navios piratas de Lego.

### The World of Chima[12]
- Quest for Chi
- Cragger's Swamp
- Speedorz Arena

### Pirates' Cove
- The Battle For Brickbeard's Bounty Water Ski Show: Um show de dublês ao vivo na água no Lago Eloise.

### Lego Technic

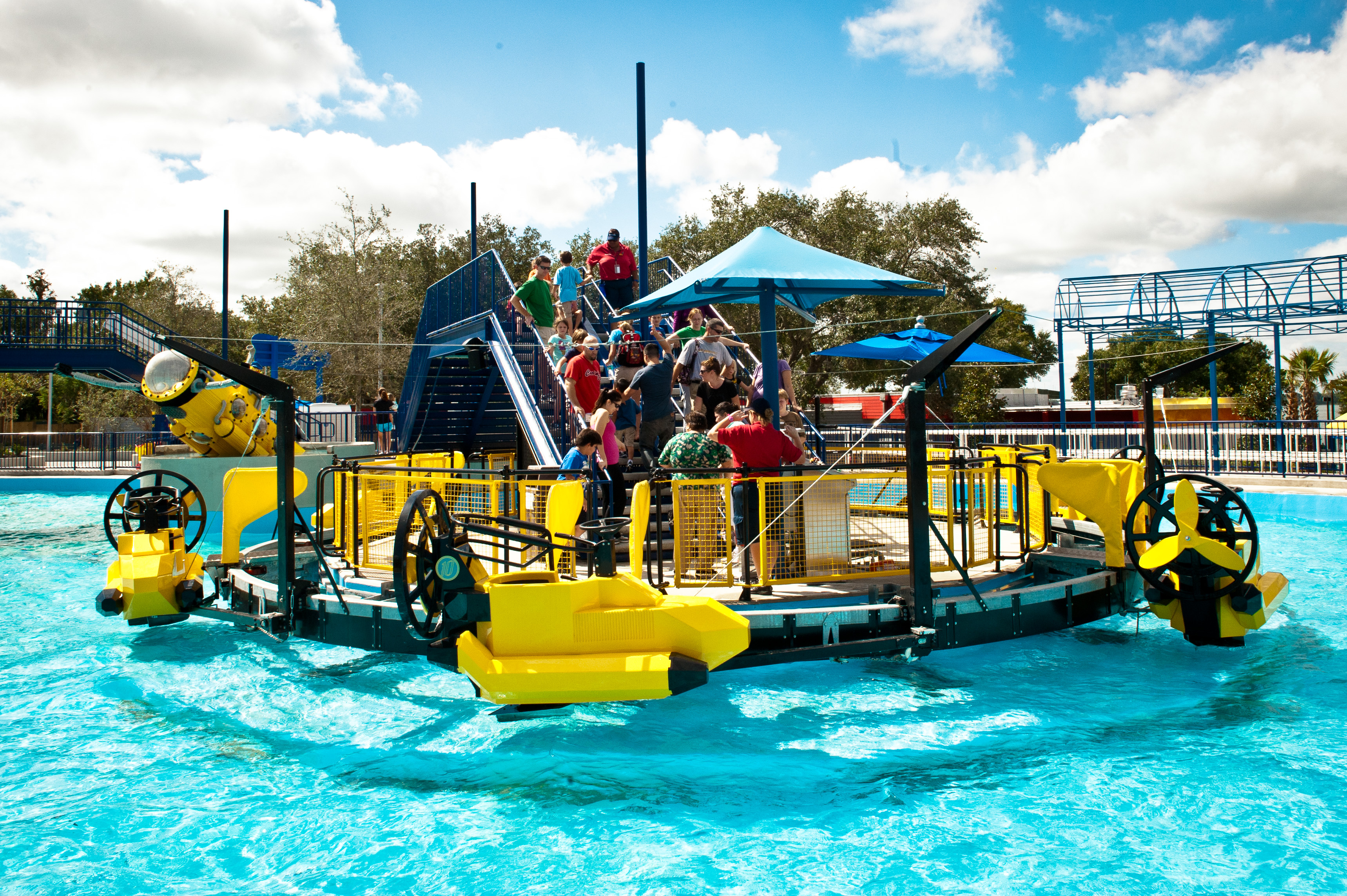
AQUAZONE Wave Racers

- AQUAZONE Wave Racers: um carrossel aquático.
- Lego Technic Test Track[3]- uma montanha-russa wild mouse.
- Technicycle: uma máquina movida a pedal que atira os pilotos no ar.
- Project X: uma atração de carro que possui viradas e caídas abruptas.

### Cypress Gardens

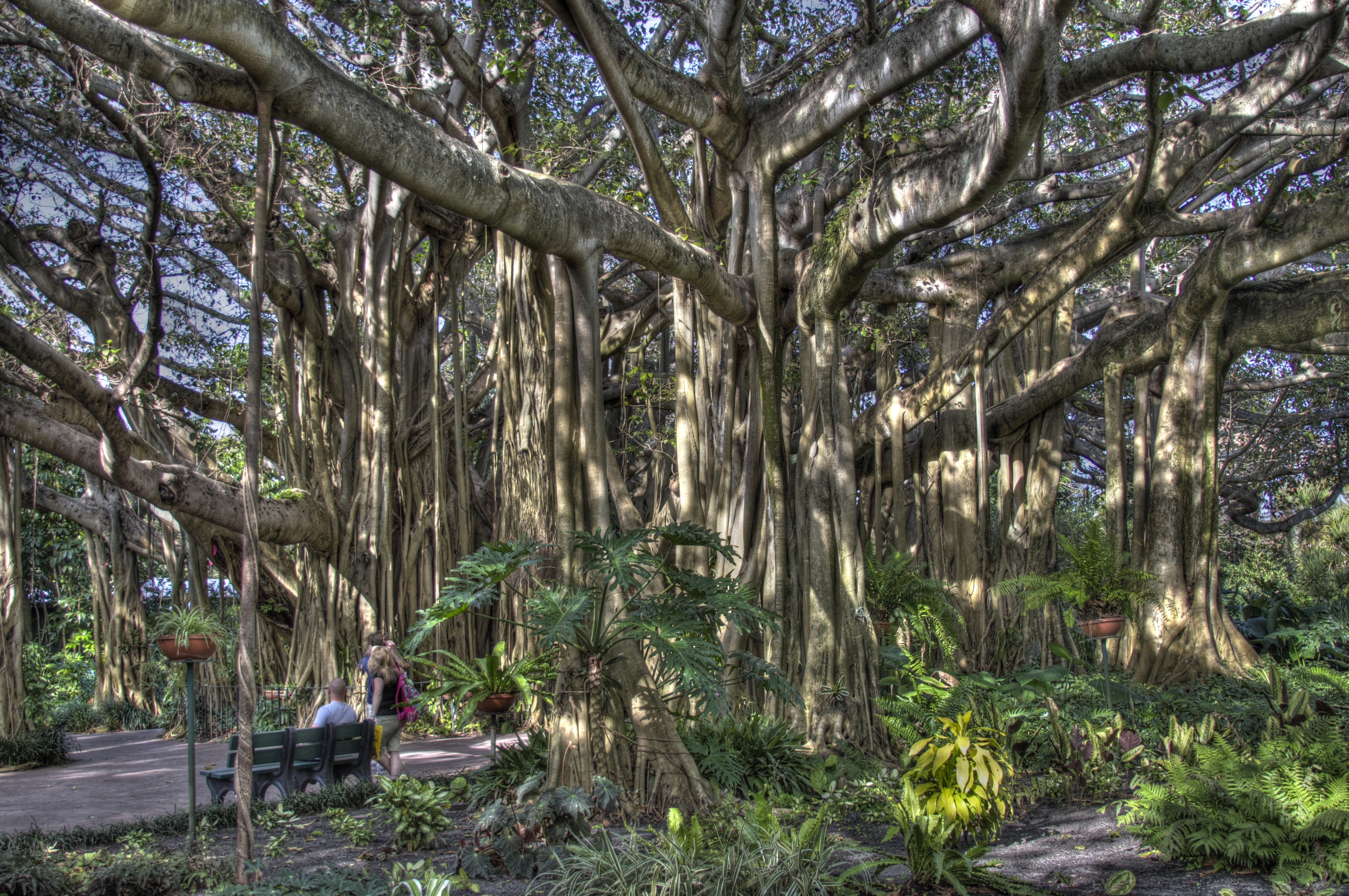
Cypress Gardens

- Cypress Gardens Botanical Gardens: Os jardins originais do antigo parque Cypress Gardens. Os jardins pertencem ao Condado de Polk.

### Legoland Water Park
- Lego Wave Pool: uma piscina de ondas suave[13]
- Twin Chasers: dois toboáguas de 114 m[13]
- Splash Out: três toboáguas cada um com uma queda de 18 m[13]
- Joker Soaker: playground aquático para crianças[13]
- Build-A-Raft River: Uma corredeira de 300 m[13]
- Duplo Splash Safari: playground aquático para crianças[13]

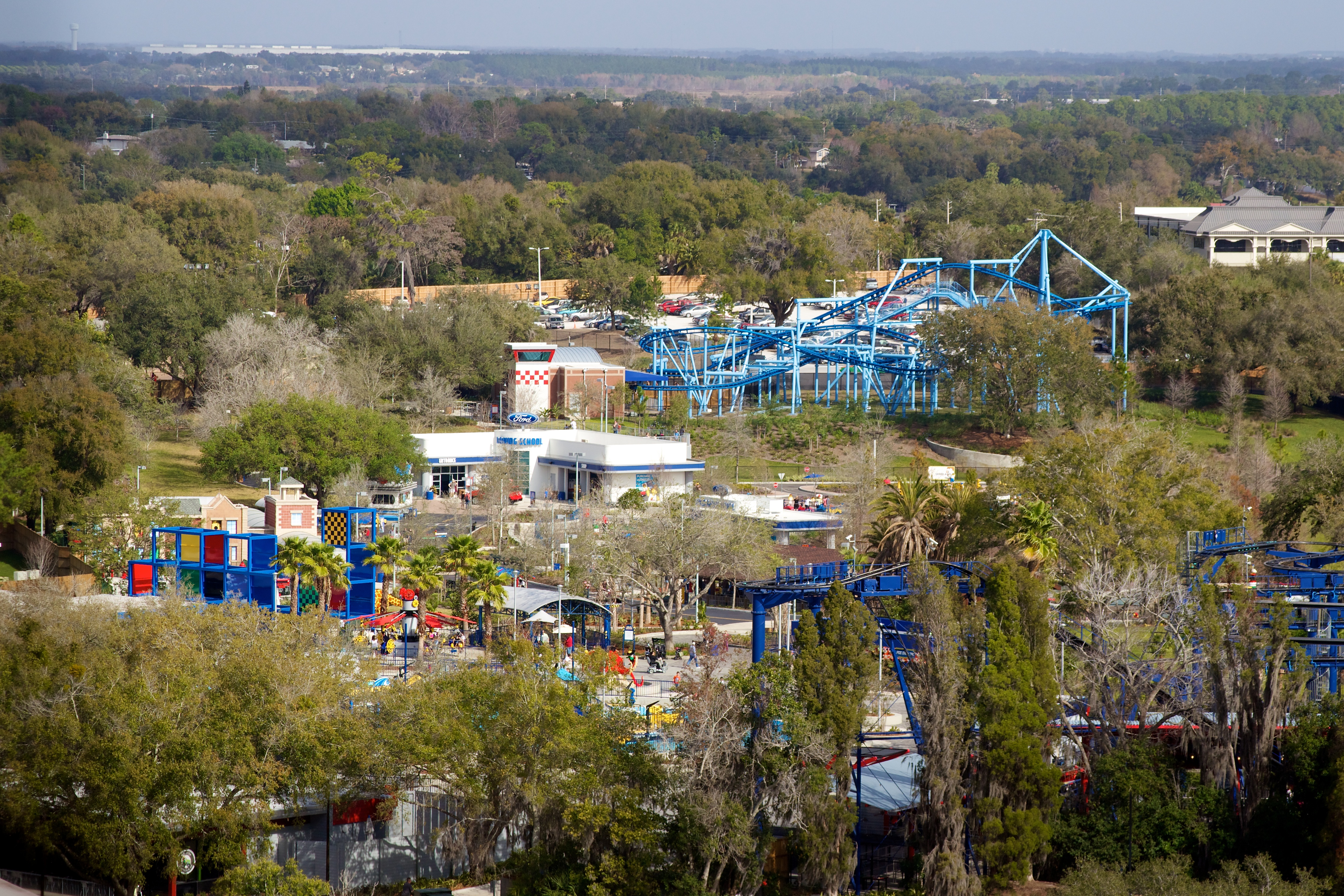
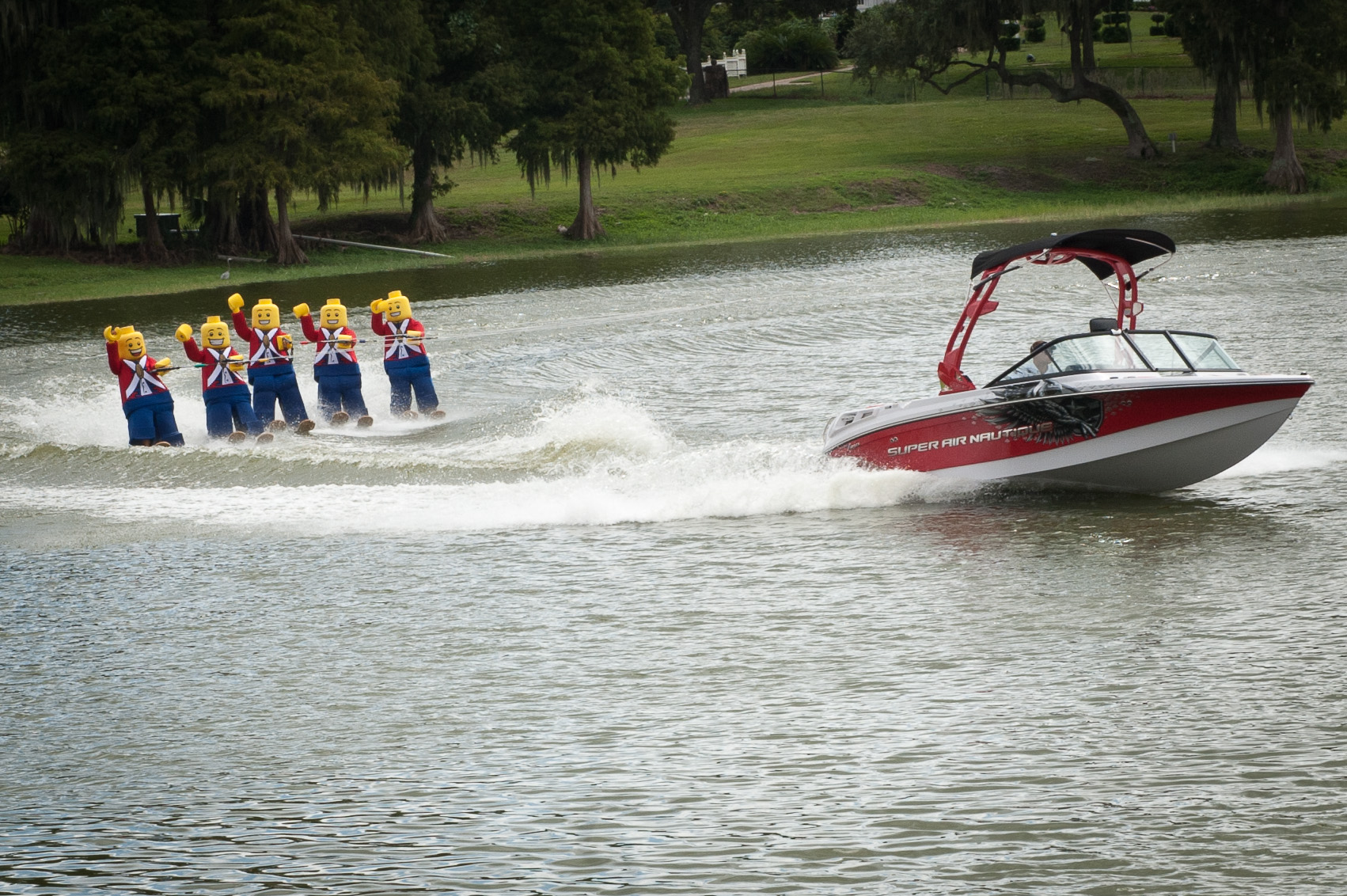
Lake Eloise
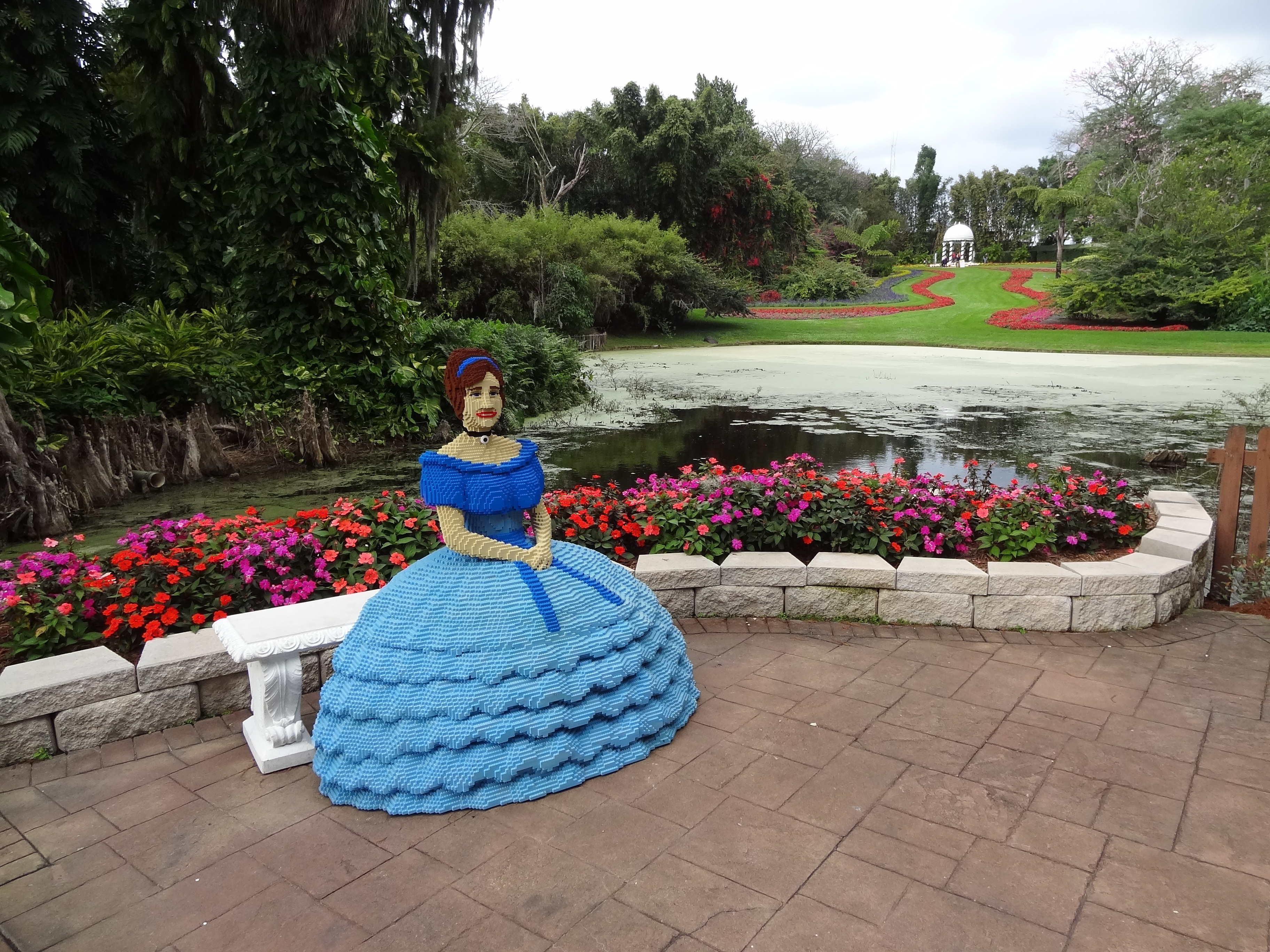
Cypress Gardens
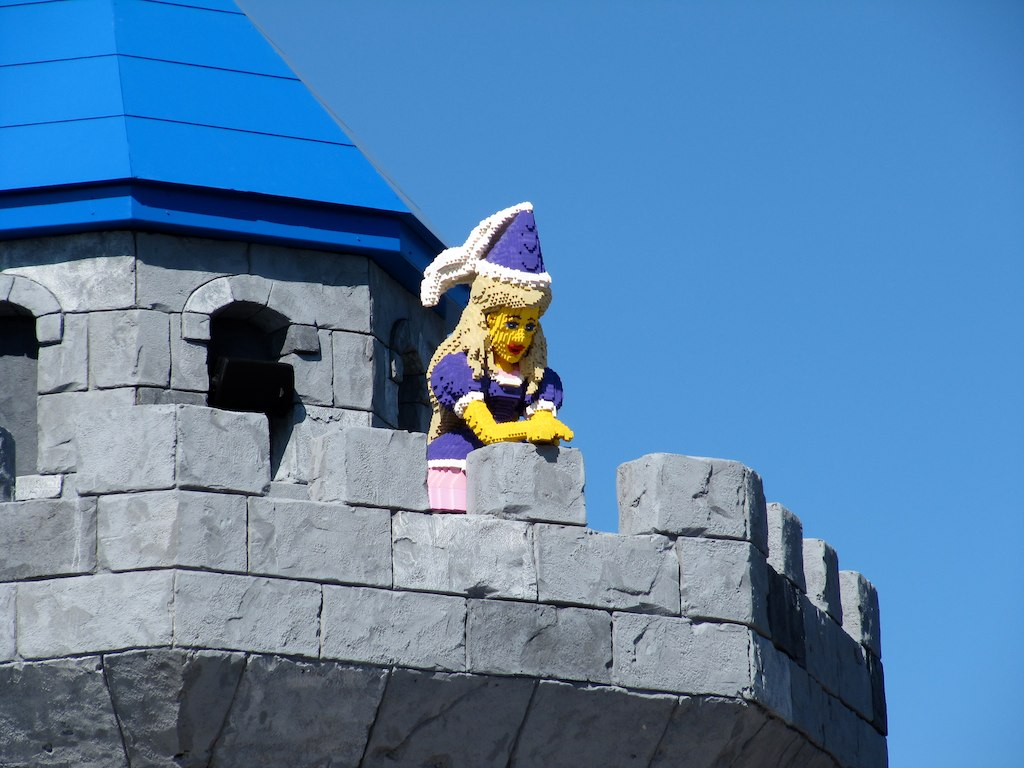
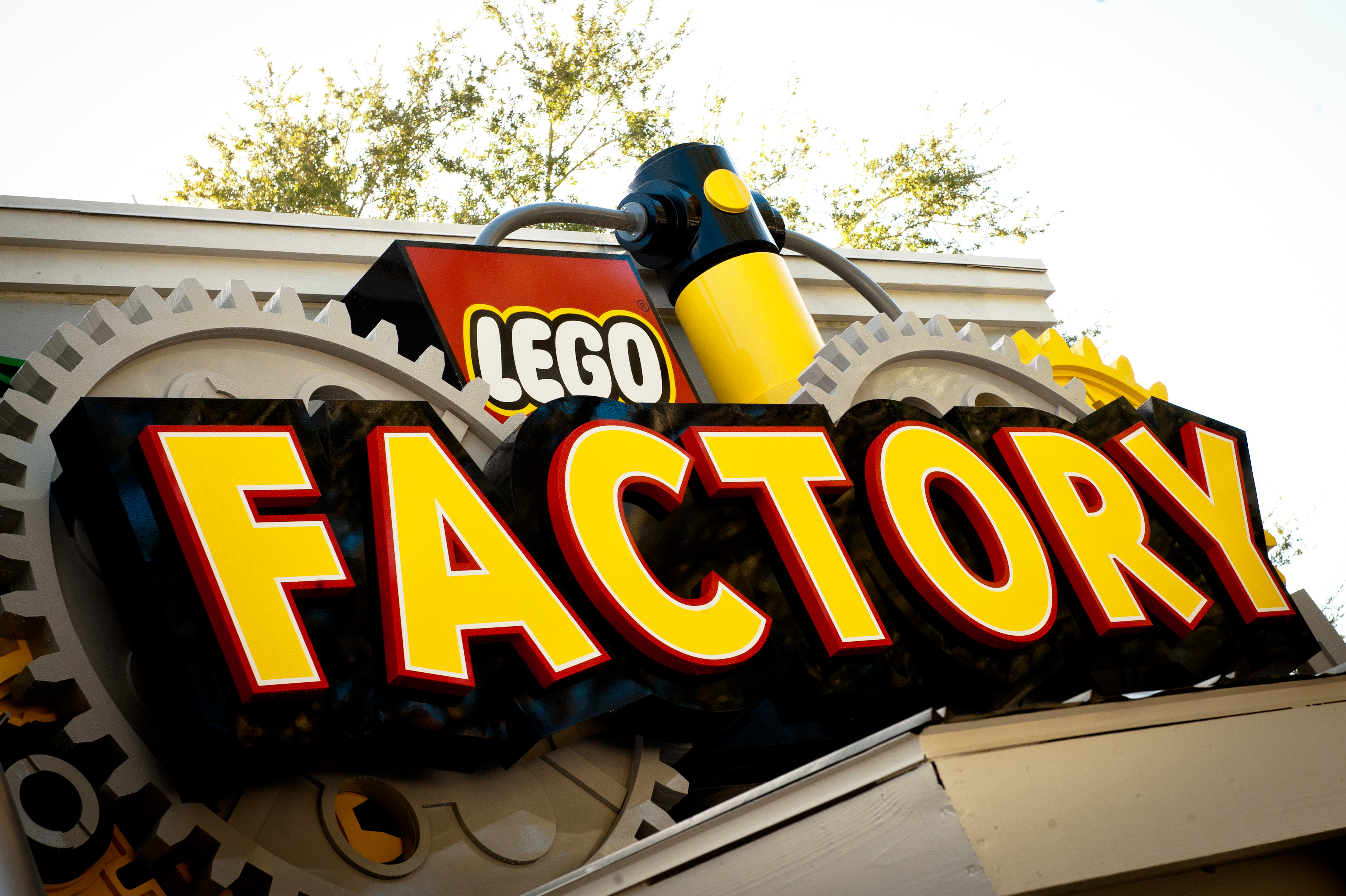
Lego Factory
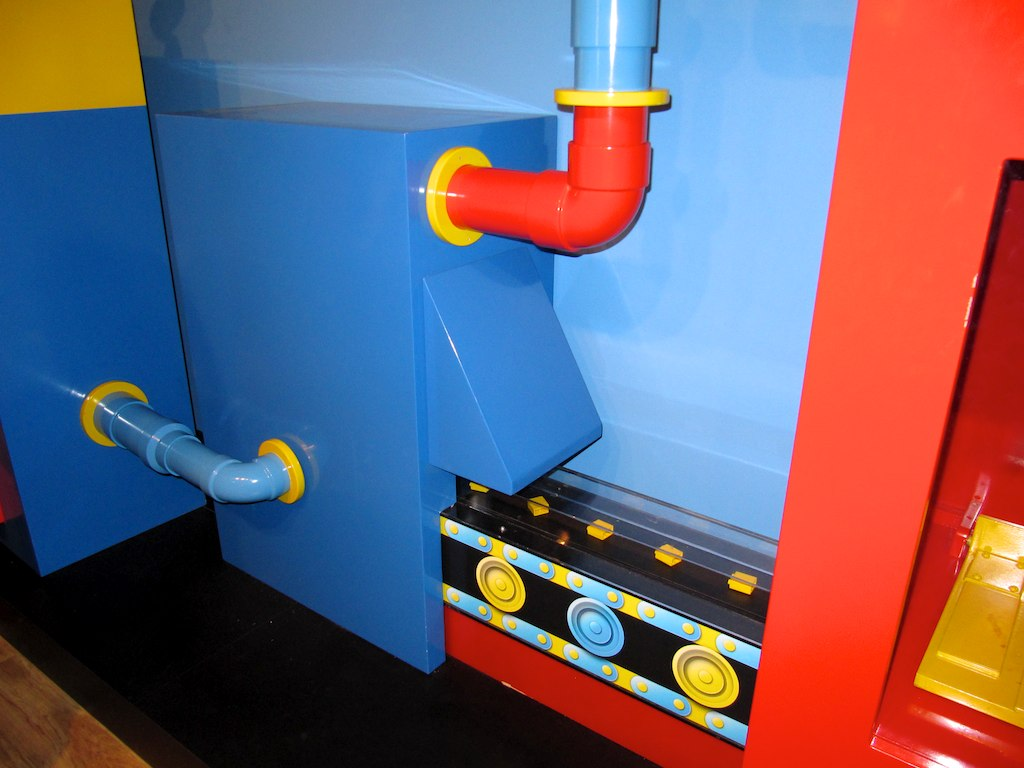
Lego Factory
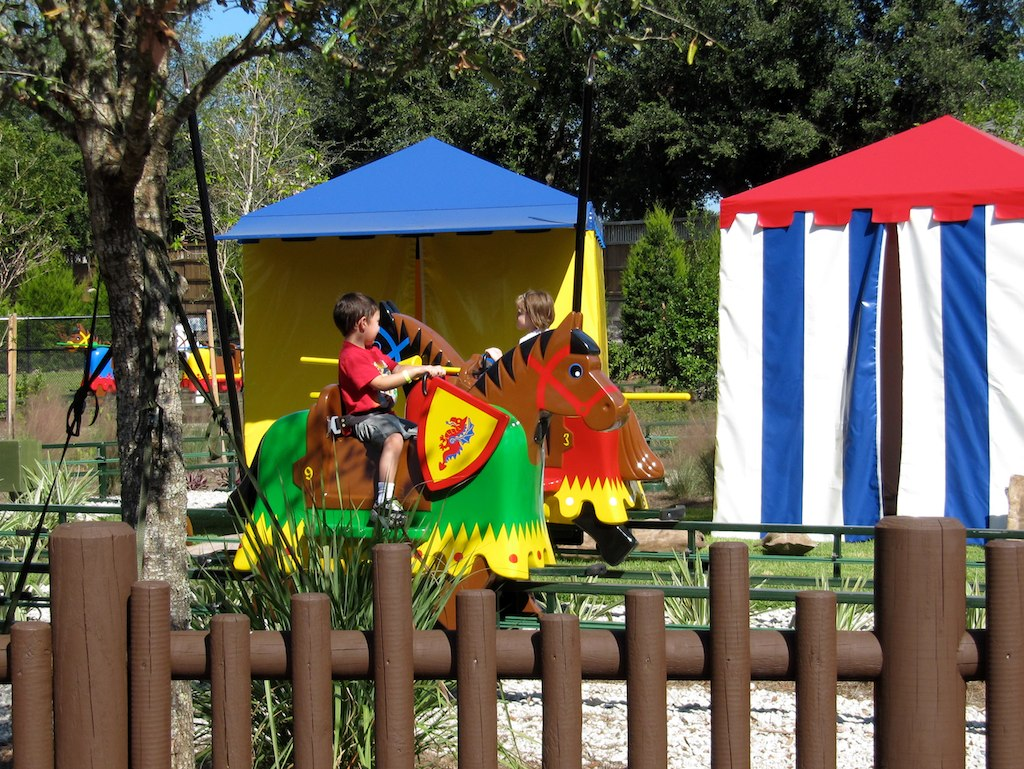
The Royal Joust
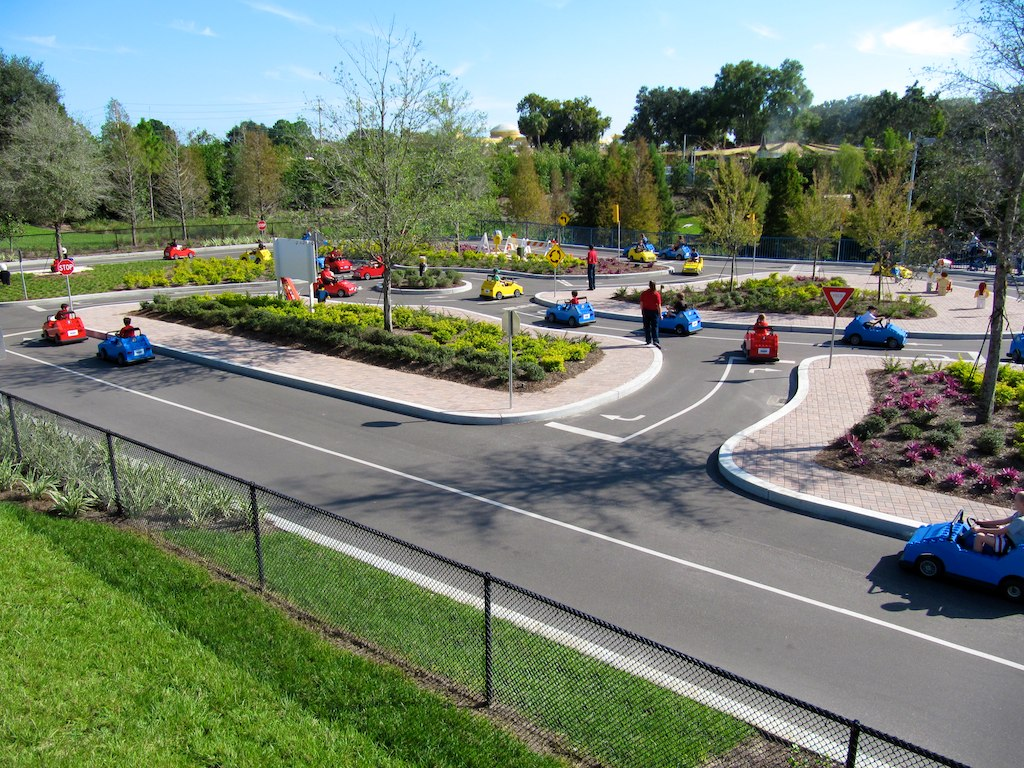
Driving School